# Dan Coe
Daniel „Dan“ Coe (* 8. September 1941 in Bukarest; † 19. Oktober 1981 in Köln, Deutschland) war ein rumänischer Fußballspieler. Er bestritt 214 Spiele in der höchsten rumänischer Fußballliga, der Divizia A, und nahm an der Fußball-Weltmeisterschaft 1970 teil.

## Karriere
Dan Coe begann seine Karriere bei seinem Heimatverein Rapid Bukarest. In seiner Heimat zählte Dan Coe zu den bekanntesten Sportlern überhaupt. „Unser Beckenbauer“ nannten die rumänischen Fußballfans den Vorstopper und Libero.
In Rumänien spielte Coe 20 Jahre lang nur für einen Verein: Von 1951 bis 1971 schnürte er die Fußballstiefel für Rapid Bukarest. Nach drei dritten Plätzen und fünf Vizemeisterschaften gelang ihm 1967 der größte Erfolg seiner Karriere: der Gewinn des rumänischen Titels, als sich Rapid gegen den Lokalrivalen Dinamo Bukarest durchsetzen konnte. Im Europapokal schied Rapid gegen Juventus Turin nach zwei Unentschieden aus. Im Länderspiel gegen Deutschland führt Coe Rumänien erstmals als Kapitän auf den Platz. Die Partie in Bukarest gewann Rumänien.
Zum Abschluss seiner Laufbahn spielte Dan Coe von 1971 bis 1973 in der belgischen 1. Division. Bei Royal Antwerpen wurde er von Pál Csernai trainiert. Auch hier war Coe sehr beliebt und wurde von den Fans gefeiert. Parallel dazu erwarb er den Trainerschein an der Sporthochschule Köln.
Coe kehrte anschließend nach Rumänien zurück, wurde von den Trainern seines ehemaligen Vereins Rapid allerdings abgelehnt. Er wechselte daraufhin in die Divizia B zum FC Galați, mit dem er 1974 den Aufstieg in die Divizia A schaffte. In der Saison 1974/75 spielte Coe noch in der Hinrunde mit, bevor er seine Karriere beendete. Für kurze Zeit war er danach Trainer in Galați und Sighetu Marmației.

## Nationalmannschaft
Coe bestritt 41 Spiele für die rumänische Fußballnationalmannschaft und schoss dabei zwei Tore. Seinen ersten Einsatz hat er am 12. Mai 1963 gegen die DDR, den letzten 1971. Gegen Deutschland trug er erstmals die Kapitänsbinde der Nationalmannschaft.

## Erfolge
- Teilnahme an den Olympischen Spielen 1964
- Rumänischer Meister: 1967
- Balkanpokal: 1964, 1966
- Teilnahme an der Fußball-Weltmeisterschaft: 1970

## Tod
Nach dem Ende seiner Karriere reiste Dan Coe nach Deutschland unter dem Vorwand, seine alten Kollegen in Belgien zu besuchen. Er kehrte nicht nach Rumänien zurück und ließ sich in Köln nieder. Am 19. Oktober 1981 wurde er erhängt in seiner Wohnung aufgefunden. Kurze Zeit vor seinem Tod hatte er Radio Free Europe ein Interview gegeben, in dem er die rumänische Regierung stark kritisiert hatte. Er hinterließ seine Frau und eine Tochter.

## Sonstiges
Sein Vater, Duce Coe, war Mitte der 1930er Jahre Kapitän der Fußballmannschaft von Sportul Studențesc gewesen.